# Vieirinha
Adelino André Vieira de Freitas bedre kendt som Vieirinha (født 24. januar 1986 i Guimarães, Portugal) er en portugisisk fodboldspiller (kantspiller). Han spiller hos PAOK i Grækenland.
Han har tidligere spillet for blandt andet FC Porto, Marco og Leixões i sit hjemland, samt for VfL Wolfsburg i Tyskland.
Vieirinha har (pr. april 2018) spillet 25 kampe og scoret ét mål for det portugisiske landshold, som han debuterede for 22. marts 2013 i en VM-kvalifikationskamp på udebane mod Israel. Inden da havde han også repræsenteret sit land på ungdomsniveau, og spillede blandt andet 17 kampe for landets U/21 landshold..
Vieirinha var en del af den portugisiske trup til VM i 2014, og var også med til at blive europamester ved EM 2016 i Frankrig.